# Diores termitophagus
Diores termitophagus es una especie de araña del género Diores, familia Zodariidae. Fue descrita científicamente por Jocqué & Dippenaar-Schoeman en 1992.
Habita en Sudáfrica.